# FK Spartak Chtchiolkovo
Maillots
Le Spartak Chtchiolkovo (en russe : «Спартак» Щёлково) est un club de football russe fondé en 1992 et basé à Chtchiolkovo.

## Histoire
Fondé en 1992, le club intègre la quatrième division russe la même année, dont il est directement promu en troisième division professionnelle. Après un bref retour au quatrième échelon en 1994, le Spartak évolue continuellement dans la troisième division jusqu'à sa dissolution en 2009 pour des raisons financières.
Le club est par la suite refondé en 2015, réintégrant brièvement la quatrième division avant d'être relégué à l'issue de la saison.

## Bilan sportif

### Classements en championnat
La frise ci-dessous résume les classements successifs du club en championnat.

### Bilan par saison
Légende
- Promotion en division supérieure
- Relégation en division inférieure

| Saison    | Championnat      | Championnat  | Championnat  | Championnat  | Championnat  | Championnat  | Championnat  | Championnat  | Championnat  | Championnat  | Coupe de Russie     |
| Saison    | Division         | Pos          | Pts          | J            | V            | N            | D            | BP           | BC           | Diff         | Coupe de Russie     |
| --------- | ---------------- | ------------ | ------------ | ------------ | ------------ | ------------ | ------------ | ------------ | ------------ | ------------ | ------------------- |
| 1992      | 4e Zone 7        | 2e           | 41           | 28           | 18           | 5            | 5            | 71           | 30           | +41          | —                   |
| 1993      | 3e Zone 4        | 5e           | 58           | 42           | 24           | 10           | 8            | 75           | 49           | +26          | —                   |
| 1994      | 4e Zone 3        | 3e           | 77           | 46           | 36           | 5            | 5            | 165          | 30           | +135         | —                   |
| 1995      | 3e Ouest         | 10e          | 66           | 42           | 20           | 6            | 16           | 65           | 54           | +11          | Seizièmes de finale |
| 1996      | 3e Centre        | 16e          | 42           | 42           | 12           | 6            | 24           | 39           | 60           | -21          | Deuxième tour       |
| 1997      | 3e Centre        | 19e          | 30           | 40           | 5            | 15           | 20           | 29           | 56           | -27          | Troisième tour      |
| 1998      | 3e Ouest         | 2e           | 78           | 40           | 23           | 9            | 8            | 65           | 30           | +35          | Troisième tour      |
| 1999      | 3e Ouest         | 2e           | 69           | 38           | 19           | 12           | 7            | 66           | 35           | +31          | Troisième tour      |
| 2000      | 3e Ouest         | 4e           | 64           | 36           | 19           | 7            | 10           | 65           | 29           | +36          | Deuxième tour       |
| 2001      | 3e Ouest         | 9e           | 61           | 38           | 15           | 16           | 7            | 52           | 35           | +17          | Deuxième tour       |
| 2002      | 3e Ouest         | 10e          | 55           | 38           | 16           | 7            | 15           | 58           | 53           | +5           | Premier tour        |
| 2003      | 3e Ouest         | 17e          | 41           | 36           | 10           | 11           | 15           | 34           | 44           | -10          | Premier tour        |
| 2004      | 3e Ouest         | 9e           | 49           | 32           | 14           | 7            | 1            | 33           | 28           | +5           | Deuxième tour       |
| 2005      | 3e Ouest         | 11e          | 42           | 32           | 11           | 9            | 12           | 39           | 39           | 0            | Deuxième tour       |
| 2006      | 3e Ouest         | 11e          | 46           | 34           | 12           | 10           | 12           | 41           | 36           | +5           | Troisième tour      |
| 2007      | 3e Ouest         | 8e           | 39           | 30           | 12           | 3            | 15           | 29           | 39           | -10          | Deuxième tour       |
| 2008      | 3e Ouest         | 11e          | 36           | 36           | 11           | 3            | 12           | 40           | 40           | 0            | Deuxième tour       |
| 2009      | 3e Ouest         | 19e          | 2            | 36           | 0            | 2            | 34           | 9            | 93           | -84          | Troisième tour      |
| 2009      | 3e Ouest         | 19e          | 2            | 36           | 0            | 2            | 34           | 9            | 93           | -84          | Troisième tour      |
| 2010-2014 | Club inactif     | Club inactif | Club inactif | Club inactif | Club inactif | Club inactif | Club inactif | Club inactif | Club inactif | Club inactif | Club inactif        |
| 2015      | 4e Podmoskovié B | 8e           | 23           | 27           | 6            | 5            | 16           | 38           | 66           | -28          | —                   |
| 2016      | 5e Podmoskovié B | 7e           | 19           | 18           | 6            | 1            | 11           | 21           | 41           | -20          | —                   |
| 2017      | 5e Podmoskovié B | 10e          | 13           | 20           | 4            | 1            | 15           | 31           | 59           | -28          | —                   |
| 2018      | 5e Podmoskovié B | 3e           | 27           | 16           | 8            | 3            | 5            | 44           | 24           | +20          | —                   |